# Heinrich Gattineau

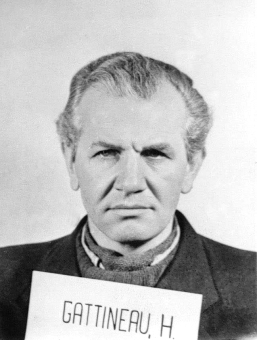
Heinrich Gattineau, beim Nürnberger IG-Farben-Prozess

Heinrich Gattineau (* 6. Januar 1905 in Bukarest; † 27. April 1985 in München) war ein deutscher Volkswirt und Direktor der I.G. Farben. Er war im I.G.-Farben-Prozess angeklagt und wurde freigesprochen.

## Leben

### Herkunft und Studium
Heinrich Gattineau war der Sohn des Zahnarztes Julius Gattineau und dessen Ehefrau Anna, geborene Schneeweiss. Er besuchte Schulen in der Schweiz und Deutschland und beendete seine Schullaufbahn an einem Gymnasium in München. Ab 1923 gehörte er dem Bund Oberland an und betrieb aktiv Leichtathletik. Nach dem Abitur studierte er ab 1923 an der Universität München Staatswissenschaft, Rechtswissenschaft, Finanzwissenschaft, Volkswirtschaft und Geopolitik. Im 1924 wurde er in das Corps Bavaria München aufgenommen, zu seinen direkten Gleichzeitigen zählten Eduard Brücklmeier und Karl Tempel. Gattineau schloss das Studium 1925 als Diplom-Volkswirt ab. Nach der Referendariatszeit und dem 1926 bestandenen Staatsexamen folgte 1927 die Promotion zum Dr. oec. publ. mit der Dissertation Der Urbanisierungsprozess in Australien in seiner Bedeutung für die Zukunft der weißen Rasse.

### Berufseinstieg
Gattineau war ab Januar 1928 bei der I.G. Farben als persönlicher Assistent Carl Duisbergs beschäftigt. Ab 1931 stand er dem handelspolitischen Referat sowie der firmeneigenen Pressestelle vor. Auf Veranlassung des Vorstandsvorsitzenden Carl Bosch vermittelte Gattineau über Karl Haushofer und Rudolf Heß für den Direktor der I.G. Farben, Heinrich Bütefisch, 1932 ein Treffen mit Adolf Hitler, um ihn für die Herstellung synthetischen Benzins zu gewinnen.

### Zeit des Nationalsozialismus
Gattineau trat 1933 der SA bei. In der SA wurde er wirtschaftlicher Berater im Stab des SA-Stabchefs Ernst Röhm. Aufgrund des Kontaktes zu Röhm erhielt er Mitte 1933 den Rang eines SA-Sturmbannführers z. b. V. und bereits Ende 1933 den eines SA-Standartenführers z. b. V. Nach dem sogenannten Röhm-Putsch war er kurzzeitig im KZ Columbiahaus inhaftiert und trat nach der Haftentlassung aus der SA aus. Zum 1. August 1935 trat er trotz Aufnahmesperre der NSDAP bei (Mitgliedsnummer 3.669.206). Nach eigenen Angaben gehörte er des Weiteren ab 1934 den NS-Organisationen DAF, der NSV, dem NS-Reichsbund für Leibesübungen an und ab 1936 als förderndes Mitglied dem NSKK. Gattineau war Mitglied im F-Kreis, Vorstandsmitglied im Nah- und Mittelost-Verein sowie dem Deutschen Herrenklub.
1933 bewirkte Gattineau die Freilassung von Hans Schnitzler, der von der Gestapo verhaftet worden war. Dessen Bruder Karl-Eduard von Schnitzler urteilte später in seiner Autobiografie, Gattineau sei gewiss nicht rassistisch gewesen und auch kein Denunziant.
Der Reichsminister für Volksaufklärung und Propaganda Joseph Goebbels berief Gattineau im Oktober 1933 in den Verwaltungsrat des Werberats der deutschen Wirtschaft.
In der Berliner Zentrale der I.G. Farben leitete Gattineau von 1933 bis 1938 die Wirtschaftspolitische Abteilung und war Verbindungsmann der I.G. Farben zur Regierung. Anschließend war er bis zum Ende des Zweiten Weltkrieges als Direktor der Dynamit-Nobel-Fabrik in Bratislava für die I.G. Farben tätig. In Bratislava war er einer mehrerer Direktoren. Zudem war er Direktor der Chemischen Industrie A.G. in Bratislava, im Vorstand der ostslowakischen Chemischen Fabrik AG und gehörte dem Verwaltungsrat weiterer Firmen in Südosteuropa an.
Von 1934 bis 1945 war Gattineau Präsident des Sportvereins Zehlendorfer Wespen. Dort förderte er insbesondere die Eishockeyabteilung.

### Nachkriegszeit
Nach Kriegsende wurde Gattineau 1945 von der US-Army festgenommen und 1947 im I.G.-Farben-Prozess mit 22 weiteren Beschuldigten angeklagt. Am 30. Juli 1948 wurde Gattineau mit neun weiteren Angeklagten aufgrund der Beweislage freigesprochen. Im Entnazifizierungsverfahren stufte ihn die Hauptkammer Traunstein Ende 1948 in die Kategorie der Entlasteten ein.
Gattineau war anschließend zusammen mit Berthold von Bohlen und Halbach im Vorstand der WASAG-Chemie AG in Essen (Krupp-Konzern) sowie der Guano-Werke AG in Hamburg (Krupp- und Guano-Konzern) tätig. Zudem gehörte er dem Aufsichtsrat der Mitteldeutschen Sprengstoffwerke GmbH in Langelsheim und weiteren Unternehmen an und saß im Beirat der Dresdner Bank AG in Düsseldorf.
Gattineaus Kurzvita war im Braunbuch der DDR aufgeführt.

### Familie
Seit 1929 war Gattineau mit Wera Gattineau geb. Fritzsche verheiratet. Das Paar bekam fünf Kinder, sein Sohn Rüdiger war ebenfalls Mitglied des Corps Bavaria.

## Veröffentlichungen
Durch die Klippen des 20. Jahrhunderts. Erinnerungen zur Zeit- u. Wirtschaftsgeschichte. Seewald, Stuttgart 1983, ISBN 3-512-00672-8. (Autobiografie)